# Jakob Piil
Jakob Storm Piil (Virum, 3 de septiembre de 1973) es un deportista danés que compitió en ciclismo en las modalidades de ruta, perteneciendo al equipo CSC entre los años 2001 y 2006, y pista, especialista en la prueba de madison. Su primo Jørgen Pedersen también fue un ciclista profesional.
Ganó una medalla de plata en el Campeonato Mundial de Ciclismo en Pista de 1999, en la prueba de madison.

## Medallero internacional
| Campeonato Mundial | Campeonato Mundial | Campeonato Mundial | Campeonato Mundial |
| Año                | Lugar              | Medalla            | Competición        |
| ------------------ | ------------------ | ------------------ | ------------------ |
| 1999               | Berlín (Alemania)  | Medalla de plata   | Madison            |

## Biografía
Jakob Pill comenzó su carrera en la pista, participando en las carreras de seis días con sus compañeros Michael Sandstød, Tayeb Braikia y Jimmi Madsen. En 1997 fichó por el equipo neerlandés RDM, y al año siguiente se cambió al equipo danés Acceptcard, ganando su primera victoria profesional en la First Union Invitational. Piil demostró en 1999 ser un buen corredor al lograr buenos resultados y una victoria en el Campeonato Internacional de Filadelfia. 
En el 2000 se incorporó al equipo Jack & Jones, que se convirtió después en el equipo CSC. Su segunda temporada en este equipo fue muy productiva, ganó la Carrera de la Paz y obtuvo un segundo lugar significativo en la 17.ª etapa del  Tour de Francia. En 2002 venció en la Vuelta a Dinamarca y, a finales de la temporada, ganó la clásica de la París-Tours, después de una carrera en la que se disputó la victoria con Jacky Durand.
En 2003 volvió a ganar varias carreras, sobresaliendo la 10.ª etapa del  Tour de Francia, en la que venció al esprint al italiano Fabio Sacchi después de una larga escapada con 9 corredores. Al año siguiente compitió en varias carreras sin éxito, y la temporada de 2005 fue también difícil, marcada por varias lesiones, que le valió para que el CSC no le convocase para el Tour de Francia de ese año. En su lugar, participó en la  Vuelta. Participó también ese año en el Campeonato Mundial de Ciclismo en Ruta, donde ocupó el sexto lugar en la carrera de ruta.
En 2006 no fue seleccionado para correr ninguna Gran Vuelta. Por lo cual salió del equipo CSC para irse al T-Mobile, en el que corre un año más antes de terminar su carrera.

## Palmarés
1999
- First Union Invitational
- Philadelphia International Championship
- Vuelta a Suecia, más 1 etapa

2001
- Camperonato de Dinamarca en Ruta
- Gran Premio Ouverture la Marsellesa
- Carrera de la Paz, más 2 etapas

2002
- París-Tours
- Vuelta a Dinamarca, más 1 etapa

2003
- CSC Classic
- 1 etapa del Tour de Francia
- Lancaster Classic

2006
- 1 etapa en la Settimana Coppi e Bartali

## Resultados en Grandes Vueltas y Campeonatos del Mundo
| Carrera         | Carrera         | 1997 | 1998 | 1999 | 2000 | 2001  | 2002  | 2003  | 2004 | 2005 | 2006 | 2007 |
| --------------- | --------------- | ---- | ---- | ---- | ---- | ----- | ----- | ----- | ---- | ---- | ---- | ---- |
|                 | Giro de Italia  | —    | —    | —    | —    | —     | —     | —     | —    | —    | —    | —    |
|                 | Tour de Francia | —    | —    | —    | —    | 117.º | 125.º | 113.º | Ab.  | —    | —    | —    |
|                 | Vuelta a España | —    | —    | —    | —    | —     | —     | —     | —    | Ab.  | —    | —    |
| Mundial en Ruta | Mundial en Ruta | —    | —    | —    | —    | —     | 124.º | —     | —    | 6.º  | —    | —    |

―: no participa

Ab.: abandono